# (36509) 2000 QD69
2000 QD69 (asteroide 36509) é um asteroide da cintura principal. Possui uma excentricidade de 0.14190340 e uma inclinação de 4.10611º.
Este asteroide foi descoberto no dia 24 de agosto de 2000 por LINEAR em Socorro.